# Pedro Gomes
Pedro Gomes là một đô thị thuộc bang Mato Grosso do Sul, Brasil. Đô thị này có diện tích 3651,171 km², dân số năm 2007 là 8330 người, mật độ 2,28 người/km².